# Colibrí silf
Colibrí silf és el nom que reben els ocells del gènere Aglaiocercus, que pertanyen a la subfamília dels lesbins (Lesbiinae) dins la família dels troquílids (Trochilidae). Habiten zones de selva i matoll de muntanya de Sud-amèrica septentrional, des del nord de Veneçuela fins a Bolívia. És característica la llarga cua dels mascles.

## Taxonomia
Segons la classificació del Congrés Ornitològic Internacional (versió 14.1, 2024) aquest gènere està format per tres espècies:
- colibrí silf celeste (Aglaiocercus coelestis).
- colibrí silf de King (Aglaiocercus kingii).
- colibrí silf de Veneçuela (Aglaiocercus berlepschi).